# 中非剪切带

中非剪切带 CASZ

苏丹与肯尼亚的裂谷

中非剪切带（CASZ）是一套陆内巨型右旋走滑断层体系，东北东方向从几内亚湾通过喀麦隆北部、乍得与中非共和国边界、到苏丹。近年发现一系列油气裂谷盆地，截至2015年6月，探明石油储藏20.41亿吨。

## 简述
北部是努比亚克拉通，南部是刚果克拉通，西部隔着Adamaoua隆起与西非裂谷系分开。
定年可至640 Ma的泛非造山期。
侏罗纪与白垩纪时冈瓦纳大陆破裂，南大西洋形成时，该断裂带右滑，导致了走滑盆地的形成。并在断裂带东南侧产生拉张应力场，形成了一批转换型沉积盆地。
与巴西的伯南布科断裂带属于同一套断层。 
该区域的岩石圈明显减薄。